# Danh sách sông ở Việt Nam
Đây là danh sách các con sông ở Việt Nam:

## Tây Bắc

Tây Bắc Việt Nam

- Sông Đà
- Sông Hồng
- Sông Nậm Thi
- Sông Bôi

## Đông Bắc

Đông Bắc Việt Nam

- Sông Gâm
- Sông Lô
- Sông Phó Đáy
- Sông Nho Quế
- Sông Bằng Giang
- Sông Quây Sơn
- Sông Ba Thín
- Sông Bắc Giang
- Sông Bắc Khê
- Sông Chũ
- Sông Kỳ Cùng
- Sông Lục Nam
- Sông Cầu
- Sông Công
- Sông Sỏi
- Sông Thái Bình
- Sông Vân Sàng
- Sông Hoàng Long
- Sông Sào Khê
- Sông Ka Long
- Sông Thao
- Sông Ba Chẽ

## Đồng bằng sông Hồng

Đồng bằng sông Hồng

- Sông Hồng
- Sông Luộc
- Sông Cà Lồ
- Sông Đuống
- Sông Cấm
- Sông Kinh Môn
- Sông Kinh Thầy
- Sông Đáy
- Sông Bạch Đằng
- Sông Tô Lịch
- Sông Cầu Lường

## Bắc Trung Bộ

Bắc Trung Bộ

- Sông Mã
- Sông La
- Sông Lam
- Sông Ngàn Sâu
- Sông Lam (Sông Cả)
- Sông Chu
- Sông Gianh
- Sông Kiến Giang
- Sông Long Đại
- Sông Nhật Lệ
- Sông Son
- Sông Xê Pôn
- Sông Thạch Hãn
- Sông Bến Hải
- Sông Hương
- Sông Sekong

## Duyên hải Nam Trung Bộ

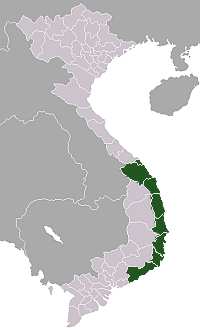
Duyên hải Nam Trung Bộ

- Sông Cu Đê
- Sông Hàn
- Sông Túy Loan
- Sông Yên
- Sông Thu Bồn
- Sông Trà Bồng
- Sông Trà Khúc
- Sông Côn
- Sông Lại Giang
- Sông Hà Thanh
- Sông La Tinh
- Sông Hinh
- Sông Ba
- Sông Cái Nha Trang
- Sông Cà Ty
- Sông La Ngà
- Sông Phan

## Tây Nguyên

Tây Nguyên

- Sông Krông Nô
- Sông Krông Năng
- Sông Krông Ana
- Sông Srêpốk
- Sông Sê San
- Sông Đa Nhim

## Đông Nam Bộ

Đông Nam Bộ

- Sông Vàm Cỏ Đông
- Sông Bé
- Sông Đồng Nai
- Sông Thị Vải
- Sông Ray
- Sông Sài Gòn
- Sông Soài Rạp
- Sông Vàm Cỏ
- Sông Dinh

## Đồng bằng sông Cửu Long

Đồng bằng sông Cửu Long

- Sông Tiền
  - Sông Mỹ Tho
  - Sông Bảo Định
- Sông Gò Công
- Sông Bến Tre
- Sông Ba Lai
- Sông Cổ Chiên
- Sông Hàm Luông
- Sông Bình Di
- Sông Châu Đốc
- Sông Hậu
- Sông Vàm Nao
- Sông Trẹm
- Sông Cái Tàu
- Sông U Minh - Khánh Hội
- Sông Cửa Lớn
- Sông Bồ Đề
- Sông Ông Đốc

### Đảo Phú Quốc
- Sông Dương Đông

## Hình ảnh

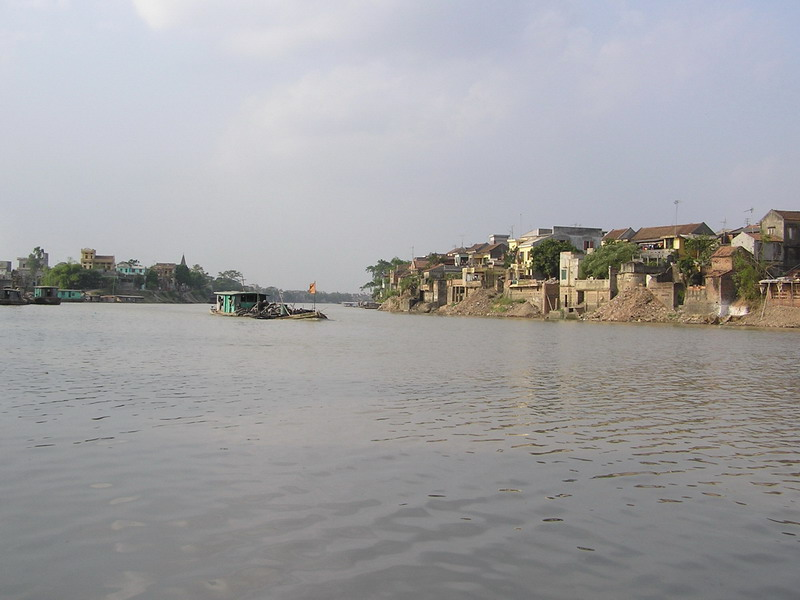
Sông Cầu gần Bắc Giang
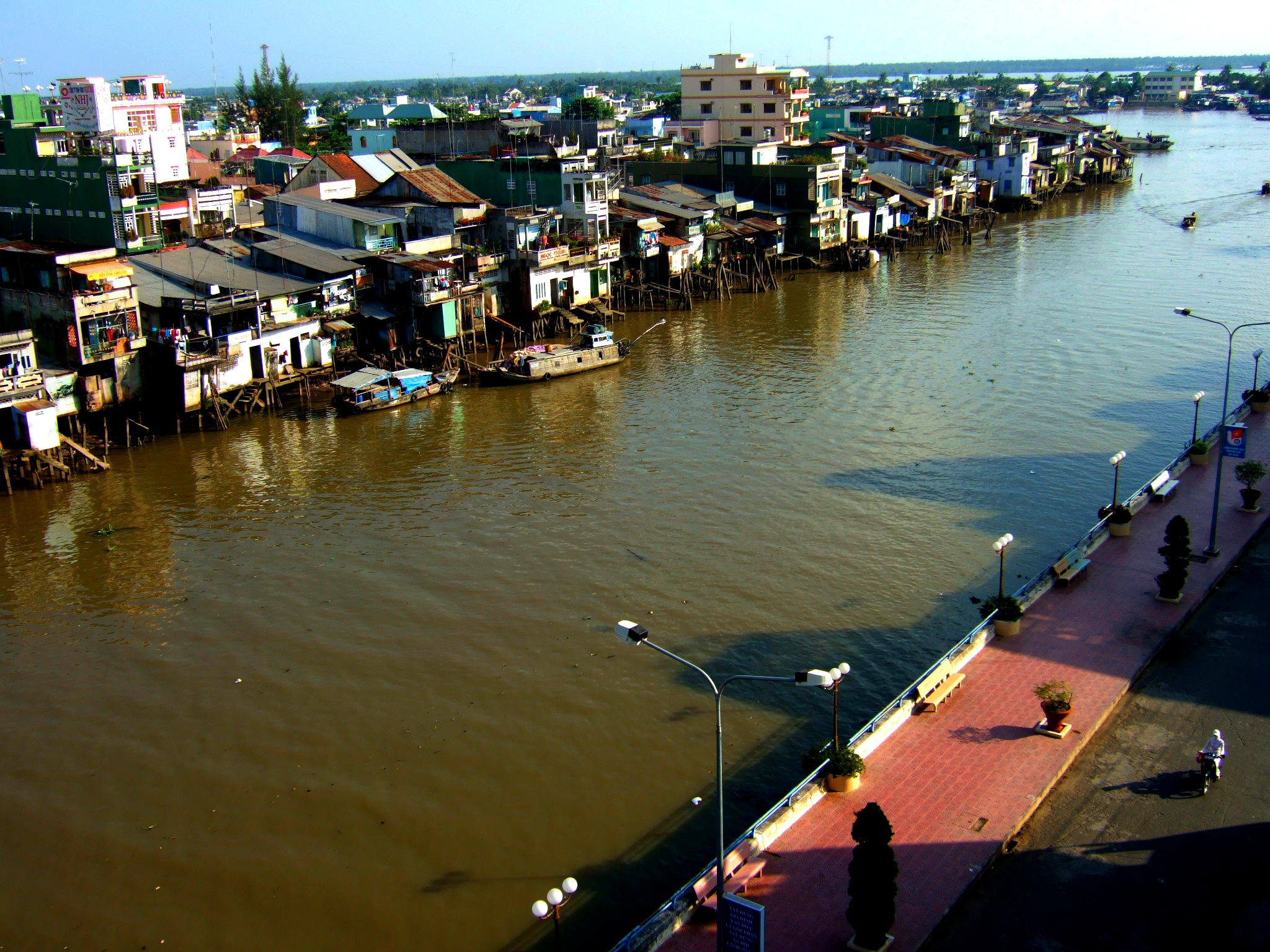
Rạch Bảo Định ở Đồng bằng sông Cửu Long
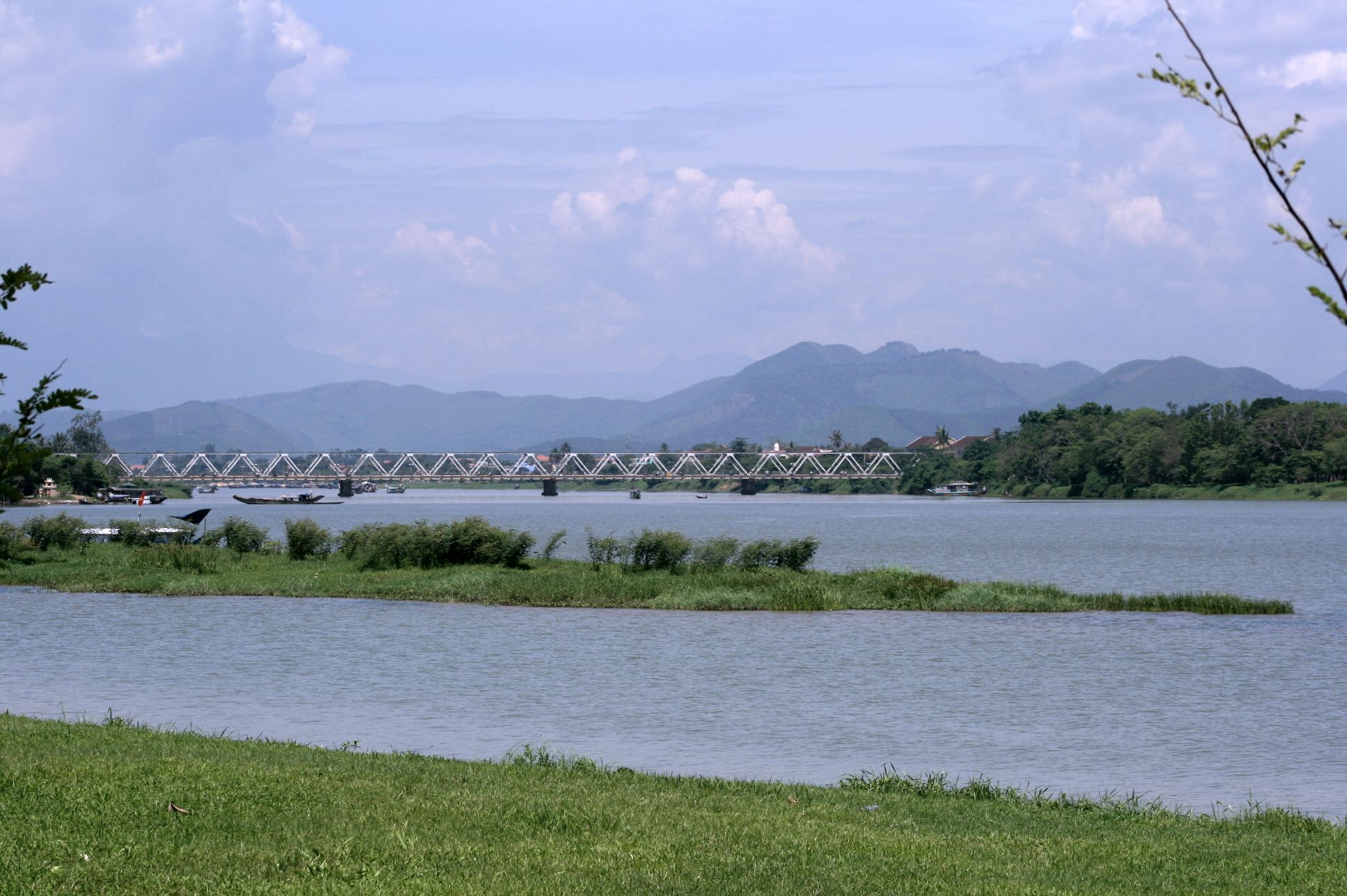
Sông Hương tại Huế
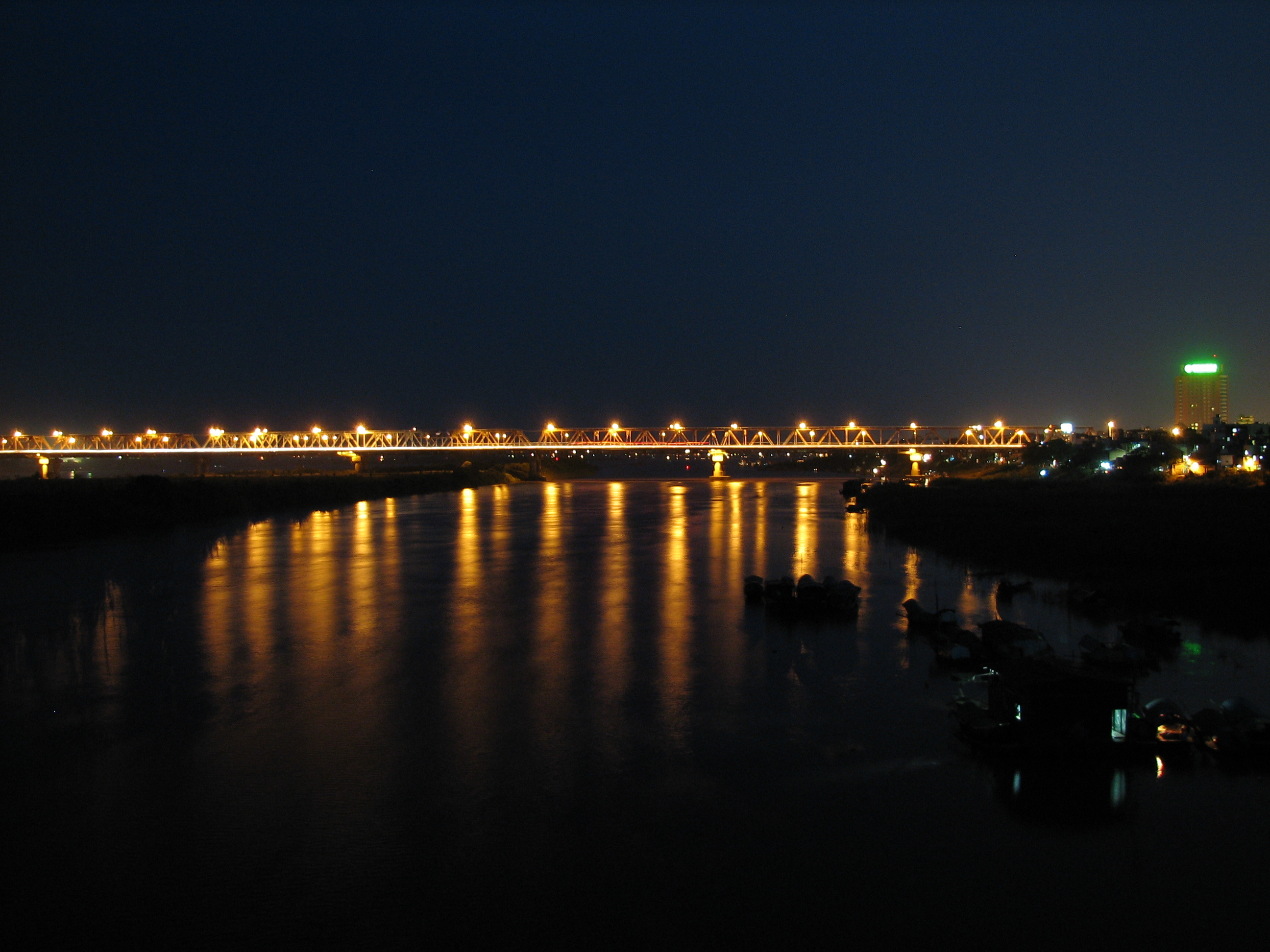
Cầu Chương Dương bắc qua sông Hồng ở Hà Nội